# 伊勒基希贝格
伊勒基希贝格是德国巴登-符腾堡州的一个市镇。总面积11.45平方公里，总人口4754人，其中男性2380人，女性2374人（2011年12月31日），人口密度415人/平方公里。